# Daxata laosensis
Daxata laosensis là một loài bọ cánh cứng trong họ Cerambycidae.